# Gympak

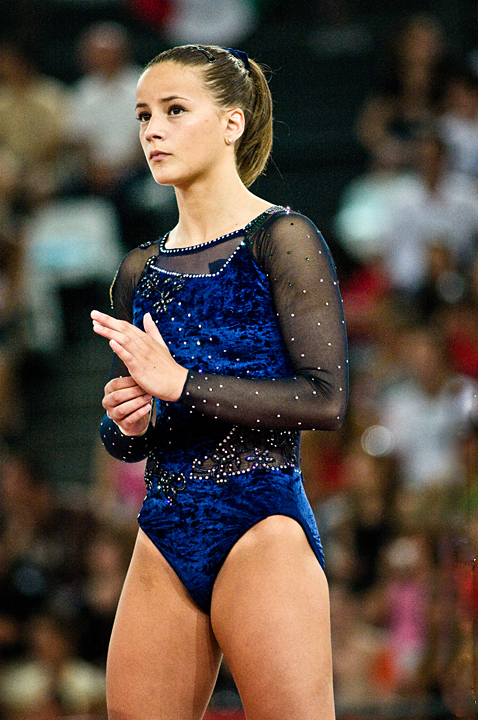
Jonge gymnaste in gympak.

Een gympak, in Vlaanderen ook maillot genoemd, is een nauw aansluitend uniseks kledingstuk voor de romp. Een gympak kan mouwen hebben, maar laat de benen altijd onbedekt. Een gympak heeft min of meer dezelfde vorm als een badpak.
Fransman Jules Léotard creëerde het pak in de 19e eeuw voor zijn acrobatiek. Sindsdien wordt het gedragen door acrobaten, gymnasten, dansers en schaatsers. Het pak wordt zowel tijdens oefeningen als tijdens opvoeringen gebruikt.
Tegenwoordig vervaardigt men gympakken uit textiel met synthetische vezels zoals nylon en lycra. De elastische eigenschappen van de stof houden het pak op zijn plaats tijdens het bewegen.

## Gympak of maillot?
De maillot of het gympak mag niet verward worden met de gelijknamige maillot. In Nederland is gympak gangbaar, echter in Vlaanderen spreekt men van een maillot. 
Maillot = gympak in Vlaanderen.
Maillot = broekkousen in Nederland en Suriname. Broekkousen is enkel gangbaar in Vlaanderen en behoort dus tot het Belgisch-Nederlands.